# Ulrica Sofia di Meclemburgo-Schwerin
Ulrica Sofia di Meclemburgo-Schwerin (Grabow, 1º luglio 1723 – Rostock, 17 settembre 1813) fu una Duchessa di Meclemburgo-Schwerin e l'ultima Badessa del Monastero di Rühn.

## Biografia

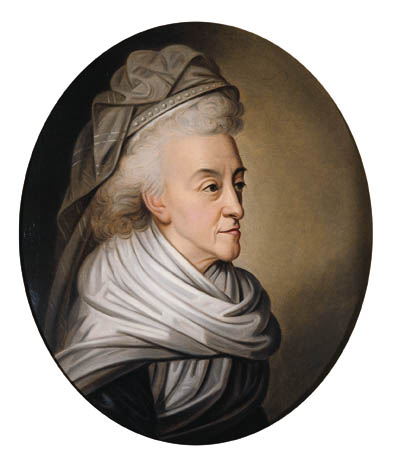
Ulrica Sofia, ritratta in tarda età

Ulrica Sofia era figlia del Duca Cristiano Ludovico II di Meclemburgo-Schwerin (1683-1756) e di sua moglie Gustava Carolina (1694-1748), figlia del Duca Adolfo Federico II di Meclemburgo-Strelitz. Fu cugina, per parte di padre, della Reggente di Russia Anna Leopol'dovna, e cugina, per parte di madre, della Regina Carlotta del Regno Unito.
Nel 1728, all'età di cinque anni, fu nominata reggente del monastero di Rühn. Nel 1750 compì con suo fratello e sua moglie un viaggio ad Aachen e Parigi. Nel 1756, Ulrica Sofia rinunciò alla reggenza sul monastero, che passò da allora al Duca di Meclemburgo-Schwerin, in cambio di una compensazione finanziaria. Dedicò la propria vita a promuovere le arti. Ingaggiò con contratti lucrosi il pittore di corte Georg David Matthieu, e fu considerata un'amante appassionata dell'arte drammatica.
Fece tradurre L'Ingrato (L'Ingrat) di Philippe Néricault Destouches, rappresentato allo Schönemannschen Hofschauspielgesellschaft , durante spettacoli diretti dall'impresario Johann Friedrich Schönemann. Il poeta Johann Jakob Dusch le dedicò dedicato nel 1763 la sua tragedia di ambientazione borghese Il Banchiere. Johann Wilhelm Hertel, che fu poi da lei assunto come segretario privato, scrisse nel 1754 una cantata di compleanno per Ulrica Sofia.
Ulrica Sofia fu l'ultimo membro della casa ducale ad esser sepolto nella cripta reale della Schelfkirche St. Nikolai di Schwerin.

## Opere
- Der Undankbare: ein Lustspiel in 5 Aufzügen, nach Destouches frey bearbeitet. Leipzig: Schönfeld 1784

## Ascendenza
|                                               |                                           |                                           | Genitori                                      |  |  | Nonni |  |  | Bisnonni                                  |  |  | Trisnonni                            |  |
|                                               |                                           |                                           |                                               |  |  |       |  |  | Adolfo Federico I di Meclemburgo-Schwerin |  |  | Giovanni VII di Meclemburgo-Schwerin |  |
|                                               |                                           |                                           |                                               |  |  |       |  |  | Adolfo Federico I di Meclemburgo-Schwerin |  |  | Giovanni VII di Meclemburgo-Schwerin |  |
|                                               |                                           | Sofia di Holstein-Gottorp                 |                                               |  |  |       |  |  | Adolfo Federico I di Meclemburgo-Schwerin |  |  |                                      |  |
| Federico di Meclemburgo-Schwerin              |                                           |                                           |                                               |  |  |       |  |  | Adolfo Federico I di Meclemburgo-Schwerin |  |  |                                      |  |
|                                               |                                           | Maria Caterina di Braunschweig-Dannenberg | Giulio Ernesto di Brunswick-Dannenberg        |  |  |       |  |  |                                           |  |  |                                      |  |
|                                               |                                           | Maria Caterina di Braunschweig-Dannenberg | Giulio Ernesto di Brunswick-Dannenberg        |  |  |       |  |  |                                           |  |  |                                      |  |
|                                               |                                           | Maria Caterina di Braunschweig-Dannenberg | Maria dell'Osterfriesland                     |  |  |       |  |  |                                           |  |  |                                      |  |
| Cristiano Ludovico II di Meclemburgo-Schwerin |                                           | Maria Caterina di Braunschweig-Dannenberg |                                               |  |  |       |  |  |                                           |  |  |                                      |  |
|                                               |                                           | Guglielmo Cristoforo d'Assia-Homburg      | Federico I d'Assia-Homburg                    |  |  |       |  |  |                                           |  |  |                                      |  |
|                                               |                                           | Guglielmo Cristoforo d'Assia-Homburg      | Federico I d'Assia-Homburg                    |  |  |       |  |  |                                           |  |  |                                      |  |
|                                               |                                           | Guglielmo Cristoforo d'Assia-Homburg      | Margherita Elisabetta di Leiningen-Westerburg |  |  |       |  |  |                                           |  |  |                                      |  |
| Cristina Guglielmina d'Assia-Homburg          |                                           | Guglielmo Cristoforo d'Assia-Homburg      |                                               |  |  |       |  |  |                                           |  |  |                                      |  |
|                                               |                                           | Sofia Eleonora d'Assia-Darmstadt          | Giorgio II d'Assia-Darmstadt                  |  |  |       |  |  |                                           |  |  |                                      |  |
|                                               |                                           | Sofia Eleonora d'Assia-Darmstadt          | Giorgio II d'Assia-Darmstadt                  |  |  |       |  |  |                                           |  |  |                                      |  |
|                                               |                                           | Sofia Eleonora d'Assia-Darmstadt          | Sofia Eleonora di Sassonia                    |  |  |       |  |  |                                           |  |  |                                      |  |
| Ulrica Sofia di Meclemburgo-Schwerin          |                                           | Sofia Eleonora d'Assia-Darmstadt          |                                               |  |  |       |  |  |                                           |  |  |                                      |  |
|                                               | Adolfo Federico I di Meclemburgo-Schwerin | Giovanni VII di Meclemburgo-Schwerin      |                                               |  |  |       |  |  |                                           |  |  |                                      |  |
|                                               | Adolfo Federico I di Meclemburgo-Schwerin | Giovanni VII di Meclemburgo-Schwerin      |                                               |  |  |       |  |  |                                           |  |  |                                      |  |
|                                               | Adolfo Federico I di Meclemburgo-Schwerin | Sofia di Holstein-Gottorp                 |                                               |  |  |       |  |  |                                           |  |  |                                      |  |
| Adolfo Federico II di Meclemburgo-Strelitz    | Adolfo Federico I di Meclemburgo-Schwerin |                                           |                                               |  |  |       |  |  |                                           |  |  |                                      |  |
|                                               |                                           | Maria Caterina di Braunschweig-Dannenberg | Giulio Ernesto di Brunswick-Dannenberg        |  |  |       |  |  |                                           |  |  |                                      |  |
|                                               |                                           | Maria Caterina di Braunschweig-Dannenberg | Giulio Ernesto di Brunswick-Dannenberg        |  |  |       |  |  |                                           |  |  |                                      |  |
|                                               |                                           | Maria Caterina di Braunschweig-Dannenberg | Maria dell'Osterfriesland                     |  |  |       |  |  |                                           |  |  |                                      |  |
| Gustava Carolina di Meclemburgo-Strelitz      |                                           | Maria Caterina di Braunschweig-Dannenberg |                                               |  |  |       |  |  |                                           |  |  |                                      |  |
|                                               |                                           | Gustavo Adolfo di Meclemburgo-Güstrow     | Ernesto I di Sassonia-Gotha-Altenburg         |  |  |       |  |  |                                           |  |  |                                      |  |
|                                               |                                           | Gustavo Adolfo di Meclemburgo-Güstrow     | Ernesto I di Sassonia-Gotha-Altenburg         |  |  |       |  |  |                                           |  |  |                                      |  |
|                                               |                                           | Gustavo Adolfo di Meclemburgo-Güstrow     | Elisabetta Sofia di Sassonia-Altenburg        |  |  |       |  |  |                                           |  |  |                                      |  |
| Maria di Meclemburgo-Güstrow                  |                                           | Gustavo Adolfo di Meclemburgo-Güstrow     |                                               |  |  |       |  |  |                                           |  |  |                                      |  |
|                                               |                                           | Maddalena Sibilla di Holstein-Gottorp     | Augusto di Sassonia-Weissenfels               |  |  |       |  |  |                                           |  |  |                                      |  |
|                                               |                                           | Maddalena Sibilla di Holstein-Gottorp     | Augusto di Sassonia-Weissenfels               |  |  |       |  |  |                                           |  |  |                                      |  |
|                                               |                                           | Maddalena Sibilla di Holstein-Gottorp     | Anna Maria di Meclemburgo-Schwerin            |  |  |       |  |  |                                           |  |  |                                      |  |
|                                               |                                           | Maddalena Sibilla di Holstein-Gottorp     |                                               |  |  |       |  |  |                                           |  |  |                                      |  |